# تیتیریبی
تیتیریبی (انگلیسی: Titiribí) نام شهری در کشور کلمبیا است.